# Звучна венечна преградна съгласна
Звучната венечна преградна съгласна е вид съгласен звук, използван в много говорими езици. В Международната фонетична азбука той се отбелязва със символа d. В българския език е звукът, обозначаван с „д“.
Звучната венечна преградна съгласна се използва в езици като английски (dash, ), немски (oder, [ˈoːdɐ]), нидерландски (dak, [dɑk]).